# آدولف فون اشتاین‌ور
آدولف فون اشتاین‌ور (انگلیسی: Adolph von Steinwehr; ۲۲ سپتامبر ۱۸۲۲ – ۲۵ فوریهٔ ۱۸۷۷) یک نظامی اهل ایالات متحده آمریکا بود.